# 특수 공작원 아이언맨
특수 공작원 아이언맨 는 1984년부터 1985년까지 미국의 지상파 방송국 에서 방영된 SF, 액션 드라마이다.

## 한국 방영
- 대한민국에서는 KBS2 TV 한국방송에서 1985년 1월 부터 1986년 7월 1년까지 잠시 방영하였다.
- 그리고 마지막 MBC 문화방송 1987년 9월부터 1988년 7월 까지 1년만에 첫 방영 바뀌고 이동 하였고 맡기게 되었다.